# خوسه آنتونیو اسکوردو
خوسه آنتونیو اسکوردو (اسپانیایی: José Antonio Escuredo‎؛ زادهٔ ۱۹ ژانویهٔ ۱۹۷۰) دوچرخه‌سوار اهل اسپانیا است.
وی در مسابقات کشوری و بین‌المللی در مجموع برندهٔ ۴ مدال نقره، ۲ مدال برنز شده‌است.